# 南大塞罗
南大塞罗是巴西南大河州的一个市镇。总面积324.758平方公里，总人口9245人，人口密度28.5人/平方公里。